# 政木ゆか
政木 ゆか（まさき　ゆか）は、日本の女優・ナレーター・朗読家。熊本県八代市出身。2010年 着物コンサルタントと礼法講師 免許習得

## プロフィール
- 1984年〜1998年 - 熊本を拠点にフリーアナウンサー・司会・パーソナリティとして活動
- 1998年〜2013年 - 東京を拠点にフリーのナレーターとして活動。劇団に所属するなどし、役者としても多くの舞台に立つ
- 2013年〜現在 - 熊本を拠点に活動再開

## 現在のレギュラー番組
- 熊本シティエフエム「ゆるるアフタヌーン」（火曜日12:06〜14:50生放送）パーソナリティ。

## これまでのレギュラー番組
- トコトンハテナ（テレビ東京）。
- 日本航空　スカイプログラム「JAL旅ウオーク」。
- 阿藤快のニッポン漫遊記（全国各局）。
- 発見！日本の旅ウオーク （BSフジ）。
- SpoMaga （BS日テレ）。
- スポーツMAX / すぽんちゅ   (日本テレビ)。
- 徳光和夫の歌謡スペシャル（テレビ東京）。
- ミスオブミスキャンパスクイーンコンテスト（フジテレビ）。
- JAS機内放送「クラシックス＆リラックス」。
- 細川たかし＆長山洋子全国ツアー（語り）
- パワーステーション （CROSS-FM）
- 週刊音楽番付 （テレビ熊本）

## 映画関連
- 「スパイダー（デヴィッド・クローネンバーグ）」「4人の食卓（イ・スヨン）」劇場予告。
- 「マラソン（チョン・ユンチョル監督作）」DVD音声ガイドほか
- 「レイニーブルー」（柳明日菜監督作）[1]

## ドラマ出演
- ドラマ「復讐するは我にあり」（主人公の母役） - （テレビ東京）。
- 土曜ワイド「神父草場一平の推理II」（主人公の母役） - （テレビ朝日）。
- 月曜ミステリー劇場「カードGメン小早川茜」（店のオーナー役） - （TBS）ほか

## CMナレーション
- 綾鷹〜熊本編／九州看護福祉大学／鶴屋百貨店／アメリカンホームダイレクト ほか多数

## 舞台
- ハープ、タンザニア楽器とのジョイント・ひとり朗読会など各種（東京都内・熊本県内）。
- 「楽屋」清水邦夫作（＠銀座みゆき館劇場／＠くまもと森都心プラザホール）。
- 「雨月物語」上田秋成作・「山椒大夫」森鷗外作（＠東京芸術劇場）。
- 「遮断記」三島有紀子作・演出（＠新宿タイニイアリス）ほか多数

## 司会
イベント・パーティー・披露宴など多数。